# دوري إستونيا الممتاز 2014
دوري إستونيا الممتاز 2014 (بالإستونية: Meistriliiga 2014)‏ هو الموسم 24 من  دوري إستونيا الممتاز. أقيم خلال الفترة 1 مارس 2014 وحتى 8 نوفمبر 2014، وكان عدد الأندية المشاركة فيه  10، وفاز فيه ليفاديا تالين.